# گنجشک سینه‌نواری
گنجشک سینه‌نواری (نام علمی: Arremon taciturnus) گونه‌ای از پرندگان خانواده گنجشکان جهان جدید (Passerellidae) است که در بولیوی، برزیل، کلمبیا، گویان فرانسه، گویان، پرو، سورینام و ونزوئلا یافت می‌شود. زیستگاه طبیعی آن جنگل‌های جلگه‌ای نمناک نیمه‌گرمسیری یا گرمسیری است. نام برزیلی این گونه tico-tico-de-bico-preto است که در ترجمه به معنای «گنجشک نوک‌سیاه» است.